# Lost Springs (Wyoming)
Lost Springs es una ciudad situada en el Condado de Converse, en Wyoming, Estados Unidos.
En el censo de 2000, sólo una persona residía allí. Según el United States Census Bureau, la ciudad es uno de los cuatro lugares en los Estados Unidos que tienen, tan solo, la población de una persona. Los otros son Hibberts Gore, Maine; Erving's Location, Nuevo Hampshire y Nueva Ámsterdam. Desde el año 2000, la población de Monowi, Nebraska también cayó a un habitante. Sin embargo, el alcalde de Lost Springs , Leda Precio, reclamó al censo que, el recuento, no era exacto, y que en Lost Springs había cuatro residentes en el año 2000. La población llegó a cinco en 2002, y en el 2009, se redujo a tres.

## Historia
Lost Springs estuvo habitada por primera vez en la década de 1880, recibió su nombre de los trabajadores del ferrocarril que no pudieron encontrar los resortes que aparecen en mapas topográficos de la zona. La ciudad fue incorporada en 1911, y originalmente tenía 200 habitantes, la mayoría de los cuales trabajaban en una mina de carbón. Después de cerrar la mina alrededor de 1930, la población de Lost Springs estuvo disminuyendo constantemente. En 1960, la población de la ciudad se había reducido a cinco habitantes. En 1976, tanto el estado de Wyoming y la Comisión del Bicentenario de EE. UU. designó Lost Springs como el pueblo más pequeño incorporado en los Estados Unidos, su población era entonces once habitantes.
En 1983, Lost Springs se involucró en una batalla judicial con la Chicago and North Western Transportation Company por intentar construir un terraplén de 6,7 m para el ferrocarril que ocupaba un espacio de 2,1 hectáreas de terreno. El alcalde de Lost Springs, Leda Precio alegó que el terraplén se encontraba entre la ciudad y las carreteras de EE. UU. 18 y 20, y que separían el pueblo del tráfico de la carretera. Un juez del distrito de Wyoming se pronunció a favor de la ciudad, y el terraplén para el ferrocarril tuvo que construirse en otra parte

## Geografía
Lost Springs se sitúa en las coordenadas 42°45′57″N 104°55′37″O / 42.76583, -104.92694 en la Grandes Llanuras. Según el United States Census Bureau, la ciudad tenía un área total de 0,2 km ², todos de tierra.

### Clima
Según la clasificación de Köppen, Lost Springs tiene un clima semiárido o estepario
| Parámetros climáticos promedio de Lost Springs | Parámetros climáticos promedio de Lost Springs | Parámetros climáticos promedio de Lost Springs | Parámetros climáticos promedio de Lost Springs | Parámetros climáticos promedio de Lost Springs | Parámetros climáticos promedio de Lost Springs | Parámetros climáticos promedio de Lost Springs | Parámetros climáticos promedio de Lost Springs | Parámetros climáticos promedio de Lost Springs | Parámetros climáticos promedio de Lost Springs | Parámetros climáticos promedio de Lost Springs | Parámetros climáticos promedio de Lost Springs | Parámetros climáticos promedio de Lost Springs | Parámetros climáticos promedio de Lost Springs |
| Mes                                            | Ene.                                           | Feb.                                           | Mar.                                           | Abr.                                           | May.                                           | Jun.                                           | Jul.                                           | Ago.                                           | Sep.                                           | Oct.                                           | Nov.                                           | Dic.                                           | Anual                                          |
| ---------------------------------------------- | ---------------------------------------------- | ---------------------------------------------- | ---------------------------------------------- | ---------------------------------------------- | ---------------------------------------------- | ---------------------------------------------- | ---------------------------------------------- | ---------------------------------------------- | ---------------------------------------------- | ---------------------------------------------- | ---------------------------------------------- | ---------------------------------------------- | ---------------------------------------------- |
| Temp. máx. media (°C)                          | 1                                              | 4                                              | 8                                              | 13                                             | 19                                             | 26                                             | 30                                             | 29                                             | 24                                             | 17                                             | 7                                              | 2                                              | 15                                             |
| Temp. mín. media (°C)                          | -12                                            | -9                                             | -6                                             | -2                                             | 3                                              | 8                                              | 12                                             | 11                                             | 6                                              | 0                                              | -7                                             | -11                                            | 0                                              |
| Precipitación total (mm)                       | 13                                             | 12                                             | 19                                             | 43                                             | 53                                             | 45                                             | 48                                             | 26                                             | 31.5                                           | 28                                             | 16                                             | 11                                             | 345                                            |
| [cita requerida]                               |                                                |                                                |                                                |                                                |                                                |                                                |                                                |                                                |                                                |                                                |                                                |                                                |                                                |

## Educación
Aunque no haya población estudiantil en Lost Springs, la educación de dicha ciudad está a cargo de la Escuela del Distrito del Condado de Converse #1